# Posada (film)
Posada (wł. Il posto) – włoski film dramatyczno-satyryczny z 1961 roku w reżyserii Ermanno Olmiego, z Sandro Panserim w roli głównej.

## Premiera
Film miał swoją światową premierę 1 września 1961 roku podczas 22. MFF w Wenecji, gdzie zdobył trzy nagrody. Oficjalna premiera odbyła się 13 września 1961 w Mediolanie.

## Fabuła
Akcja filmu rozgrywa się we Mediolanie w latach 50. XX wieku. Domenico i Antonietta szukają pracy w wielkim mieście. Chłopak zaczyna od posady chłopca na posyłki. Stopniowo jednak awansuje. Awans chyba go jednak nie zadowala. Obraz, który się jawi, niezbyt zachęca do przyszłej walki o lepsze.

## Obsada
W filmie wystąpili, m.in.:
- Loredana Detto jako Antonietta Masetti
- Sandro Panseri jako Domenico Cantoni
- Tullio Kezich jako egzaminator
- Guido Spadea jako Portioli
- Mara Revel jako kobieta ze stołówki

## Nagrody
Film nagrodzono, m.in.:
- 22. MFF w Wenecji
  - Wygrana: Nagroda Włoskich Krytyków Filmowych (Ermanno Olmi)
- Brytyjski Instytut Filmowy 1961
  - Wygrana: Sutherland Trophy (Ermanno Olmi)
- David di Donatello 1962
  - Wygrana: Najlepszy reżyser (Ermanno Olmi)
- MFF w Valladolid 1962
  - Wygrana: Złoty Kłos[5]